# DFS 230
DFS 230 — foi um planador de assalto usado pela Luftwaffe durante a Segunda Guerra Mundial.
Sua função era transportar carga e soldados com segurança. Foi projetado por  Hans Jacobs. Inspirou a criação do planador britânico Hotspur.
Além do piloto, o planador DFS-230 tinha espaço para mais nove homens que ficavam sentados juntos em um estreito banco localizado no meio da fuselagem (metade virada para bordo e a outra metade virada para estibordo). A entrada e a saída era realizada por uma única porta lateral. O passageiro da frente era o responsável por operar o armamento defensivo de uso manual, que era uma metralhadora 7,92 mm MG 15. Era fabricado como um planador de assalto projetado para pousar diretamente em cima de seu alvo, então ele também estava equipado com um freio de pára-quedas. Ele carregava uma carga de cerca de 1.200 kg.
Os pilotos do avião de reboque e do planador podiam comunicar entre si através de um cabo que se estendia pela corda de reboque, o que possibilitava o voo cego, sendo que durante o reboque a velocidade do DFS-230 era de aproximadamente 180 km / h.
Esteve presente em várias ações militares alemãs bem sucedidas: a invasão da Bélgica (tomada do forte Eben-Emael), a invasão de Creta, no norte da África e no resgate de Benito Mussolini (Operação Carvalho) liderada por Otto Skorzeny. Embora a produção tenha cessado em 1941, foi usado até o final da guerra, tendo como último papéis o fornecimento de cargas em Berlim e Breslau até maio de 1945.
Já nas fases finais da guerra foi testado como Mistel ( "avião bomba" ).

## Variantes
- DFS 230 A-1 - Primeira versão produção.
- DFS 230 A-2 - Com controle  duplo.
- DFS 230 B-1 - Um pára-quedas para auxiliar a frenagem foi acrescentado, capaz de transportar armamento defensivo (metralhadora MG34).
- DFS 230 B-2 - Com controle duplo.
- DFS 230 C-1 - Com um retrofoguete no nariz para auxiliar a frenagem.
- DFS 230 D-1 - C - 1 com  melhorias no retrofoguete para frenagem no nariz, um protótipo (DFS 230 V6)
- DFS 230 F-1 - Versão maior com capacidade para 15 soldados, um protótipo (DFS 230 V7, DV + AV)

## Imagens

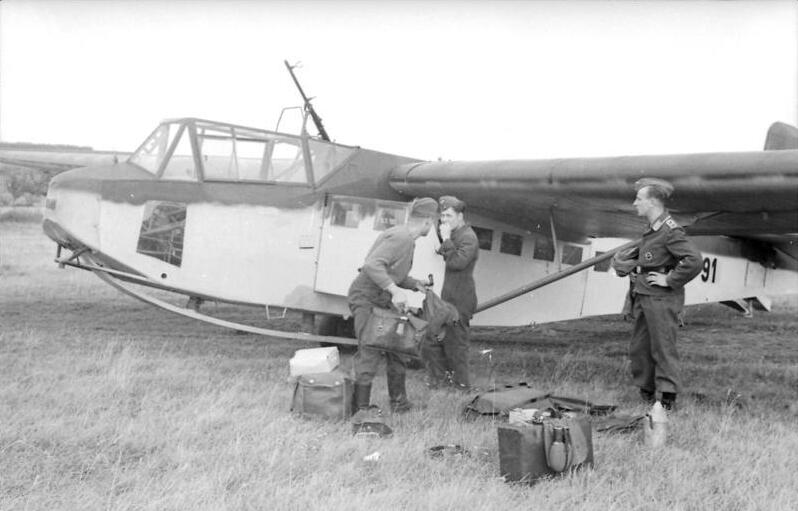
Soldados alemães na Itália em 1943, junto a um DFS 230.
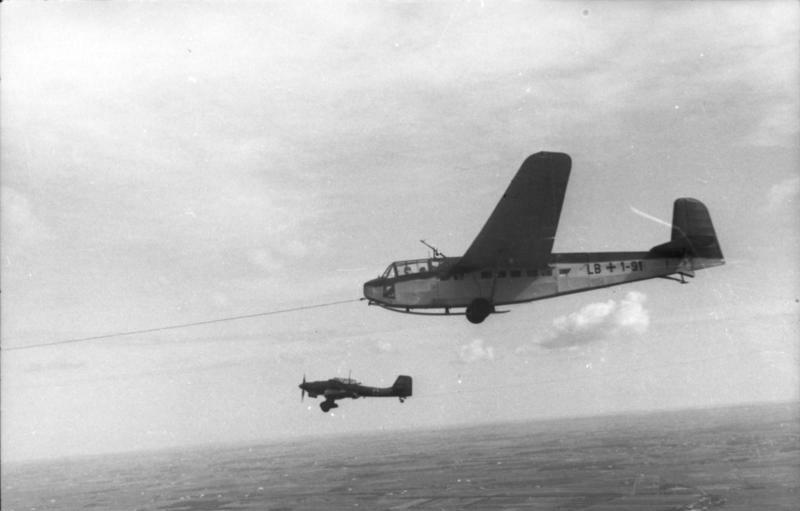
DFS 230 decolando. Em segundo plano um Stuka.
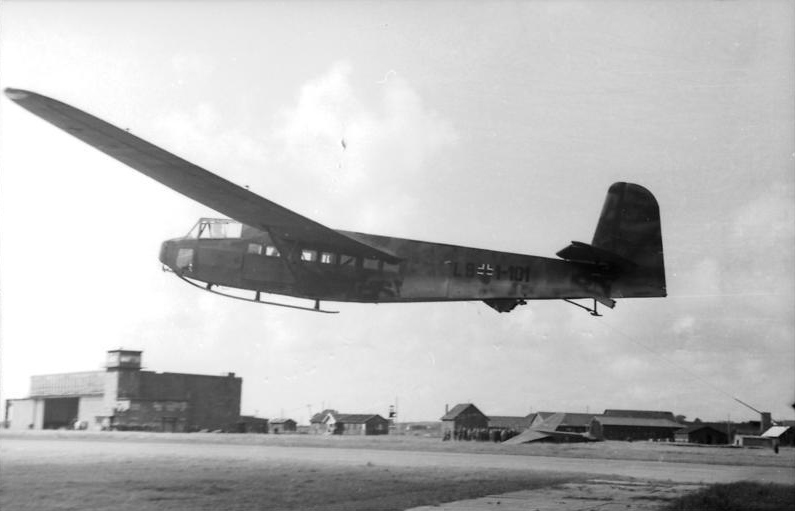
Pousando
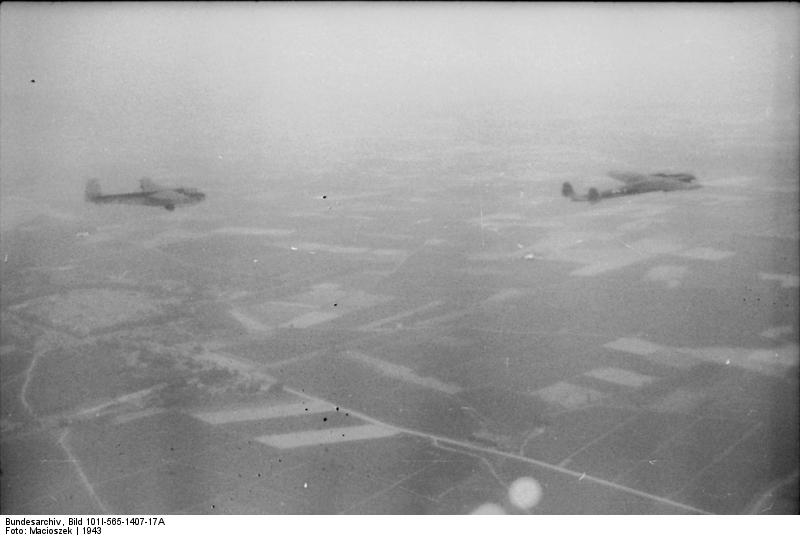
DFS 230 rebocado por um Dornier Do 17 em 1943 na Sicília.
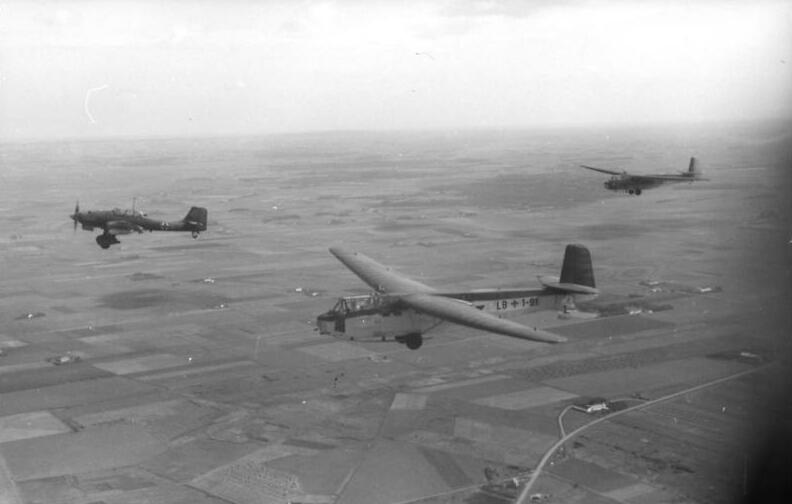
Início da operação de resgate de Mussolini.
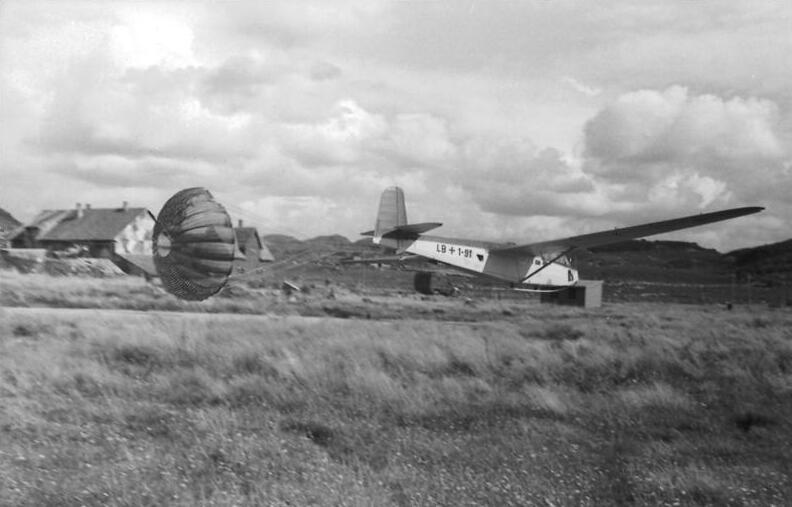
Fotos da Operação Eiche - OAK...
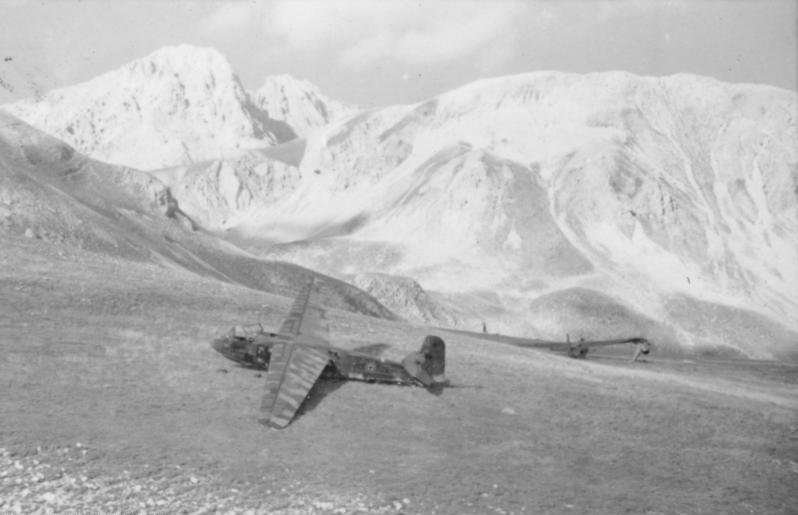
...liderada por Otto Skorzeny...
...que libertou Benito Mussolini......que libertou Benito Mussolini...
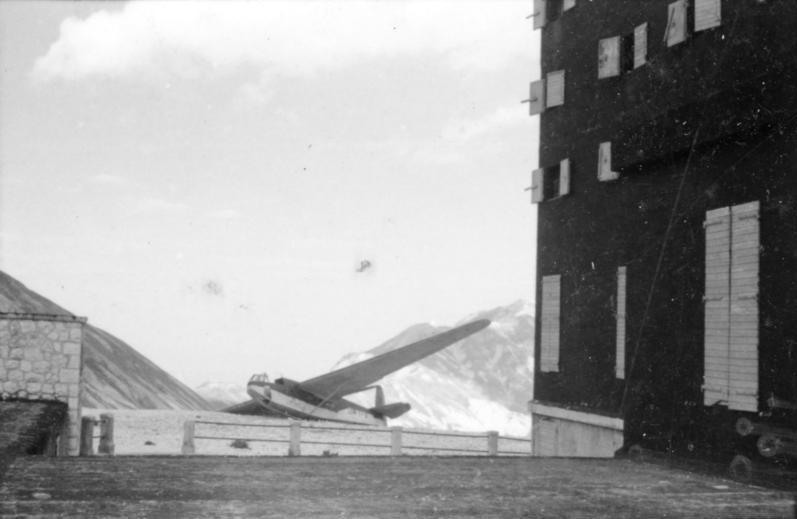
...do Hotel (acima) onde ele encontrava-se aprisionado em Gran Sasso.
DFS 230

## Bilbliografia
- (em inglês) Gunston, Bill & Wood, Tony - Hitler's Luftwaffe, 1977, Salamander Books Ltd., London

## ligações externas
- (em alemão) Luftarchiv - DFS 230
- (em inglês) WWIIvehicles - DFS 230
- (em português) Luftwaffe39-45 - DFS 230